# Stanisław Kruszewski (samorządowiec)
Stanisław Kruszewski (ur. 31 marca 1943 w Boryszewie, zm. 20 września 2020) – polski samorządowiec, w latach 1998–2018 burmistrz Józefowa.

## Życiorys
Z zawodu inżynier mechanik, absolwent Politechniki Warszawskiej. Pracował w biurze projektowym, był prywatnym przedsiębiorcą, a także przewodniczącym komitetu gazowego w Józefowie. Radny II i III kadencji Rady Miejskiej w Józefowie (1994–2002). W latach 1995–1998 był zastępcą burmistrza odpowiedzialnym za pion techniczno-inwestycyjny. W wyborach w 1998 został wybrany na burmistrza miasta Józefowa. W trakcie kadencji działał w Porozumieniu Polskich Chrześcijańskich Demokratów, zasiadał w mazowieckim zarządzie wojewódzkim tej partii. W wyborach w 2002, w 2006, w 2010 i w 2014 jako bezpartyjny z powodzeniem ubiegał się o kolejne kadencje na stanowisku burmistrza. Ostatnia jego kadencja zakończyła się w 2018. Zmarł 20 września 2020.

## Życie prywatne
Miał żonę Elżbietę i dwie zamężne córki – Agnieszkę i Joannę.